# Raymond Goussot
Raymond Julien Goussot (* 31. März 1922 in Clamart; † 16. Juli 2015 in Ballainvilliers) war ein französischer Radrennfahrer.

## Sportliche Laufbahn
Goussot war im Straßenradsport und im Bahnradsport aktiv. Als Amateur startete er für den Verein VC Levallois. 1944 wurde er Berufsfahrer im Radsportteam Alcyon-Dunlop und blieb bis 1957 als Radprofi aktiv. 1948 war er im Eintagesrennen Paris–Valenciennes erfolgreich. 1948 siegte er auch im Grand Prix du Courrier Picard (Tour de Picardie). Die Tour de France fuhr er 1948 und schied dabei aus.
Goussot war ein erfolgreicher Bahnfahrer. 1949 siegte er im Sechstagerennen von Saint-Étienne mit Émile Carrara als Partner. Er gewann eine Reihe zu seiner Zeit renommierter Zweier-Mannschaftsfahren, wie den Prix Hourlier-Comès 1944 (mit Francis Grauss), den Prix Dupré-Lapize (mit Carrara) 1948 und 1949, den Prix Hourlier-Comès 1951 (mit Roger Godeau).